# Kessel (Limburg)
Kessel (anhörenⓘ) ist ein Ort und eine ehemalige Gemeinde in der niederländischen Provinz Limburg. Sie wurde am 1. Januar 2010 zusammen mit Helden, Maasbree und Meijel zur neuen Gemeinde Peel en Maas zusammengeschlossen.

## Geschichte

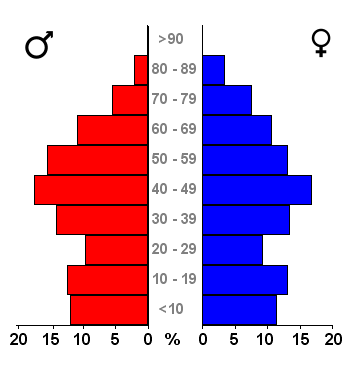
Die Bevölkerung in Kessel im Jahr 2007

Der Ort entstand im 10. Jahrhundert zu Füßen eines Wachturms am Ufer der Maas. Erste schriftliche Erwähnungen datieren aus dem 11. Jahrhundert. Aus dem Turm wurde die Motte Kasteel de Keverberg, Sitz der Grafen von Kessel. Dieses Geschlecht gründete um das Jahr 1300 auch die Stadt Grevenbroich. Der Ort Kessel wurde aufgrund finanzieller Schwierigkeiten 1279 von Hendrik V an Rainald I. von Geldern verkauft.
Am Morgen des 10. Mai 1940 (erster Tag des Westfeldzuges) zogen deutsche Truppen auf ihrem Vormarsch durch Kessel; Soldaten besetzten das Kasteel als Aussichtspunkt. Am 17. November 1944 sprengten Soldaten vor ihrem Rückzug den Kirchturm der Pfarrkirche (damit er nicht als Ausguck verwendet werden konnte), versuchten, das Kasteel zu sprengen und steckten es in Brand.
1953 kaufte die damalige Gemeinde Kessel die Ruine.
Im Oktober 2011 wurde die Wiedererrichtung der Burg beschlossen. Sie wurde auf die 'Stichting Behoud Kasteel De Keverberg' (Stiftung zur Erhaltung der Burg De Keverberg) übertragen. Im September 2014 begann ein Bauunternehmen mit dem Bau; etwa ein Jahr später war er fertig.

## Wappen
Beschreibung: Im Silber und Rot gespaltenen Wappen ist vorn ein rotes Kreuz aus fünf senkrecht stehenden Rauten und hinten nimbiert Maria mit blauem Mantel und einem goldenen Kreuz in der rechten Hand und das nimbierte Kind im Arm haltend.

## Ortsteile
- Broek
- Dijk
- Donk
- Heide
- Hout
- Kessel-Eik
- Kruisberg
- Oijen
- Spurkt
- Veers

## Politik

### Sitzverteilung im Gemeinderat
Bis zur Auflösung der Gemeinde ergab sich seit 1982 folgende Sitzverteilung:
| Partei                     | Sitze | Sitze | Sitze | Sitze | Sitze | Sitze | Sitze |
| Partei                     | 1982  | 1986  | 1990  | 1994  | 1998  | 2002  | 2006  |
| -------------------------- | ----- | ----- | ----- | ----- | ----- | ----- | ----- |
| Reëel Alternatief          | —     | —     | —     | 2     | 4     | 4     | 5     |
| CDA                        | —     | —     | —     | 5     | 4     | 5     | 4     |
| Kessels Perspectief        | —     | —     | —     | —     | —     | —     | 2     |
| Overleg & Samenwerking ’93 | —     | —     | —     | 2     | 3     | 2     | —     |
| Lijst Huys                 | —     | —     | 4     | 2     | —     | —     | —     |
| Lijst Dings                | 4     | 6     | 7     | —     | —     | —     | —     |
| Maasdorp Kessel a          | 4     | 2     | —     | —     | —     | —     | —     |
| Lijst Naus                 | —     | 2     | —     | —     | —     | —     | —     |
| Lijst Vromans              | 3     | 1     | —     | —     | —     | —     | —     |
| Gesamt                     | 11    | 11    | 11    | 11    | 11    | 11    | 11    |

## Persönlichkeiten
- Wilhelm Adrian von Horn (* ca. 1633 in Kessel; † 1694), niederländischer General der Artillerie

## Bilder

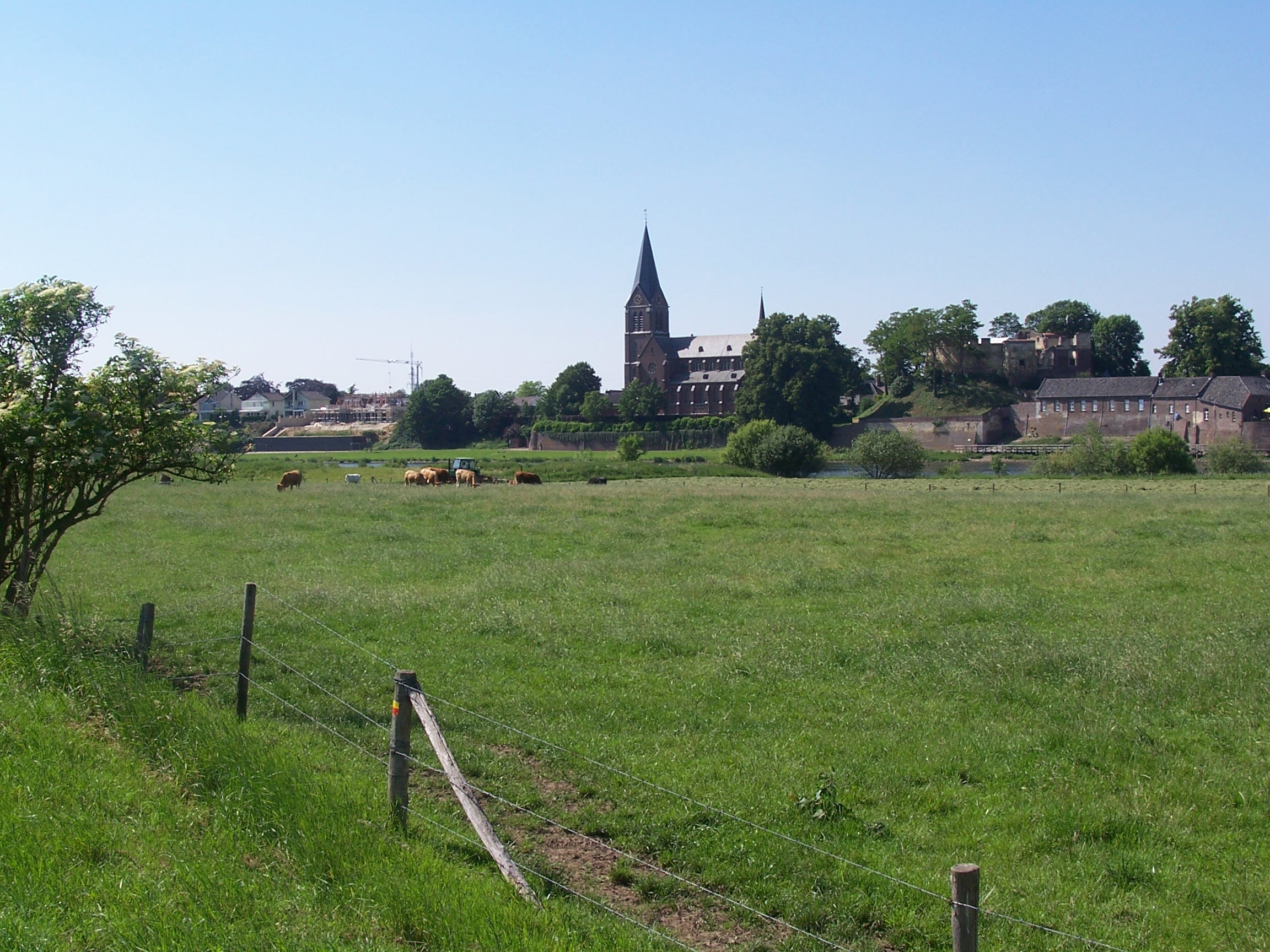
Ansicht der Gemeinde
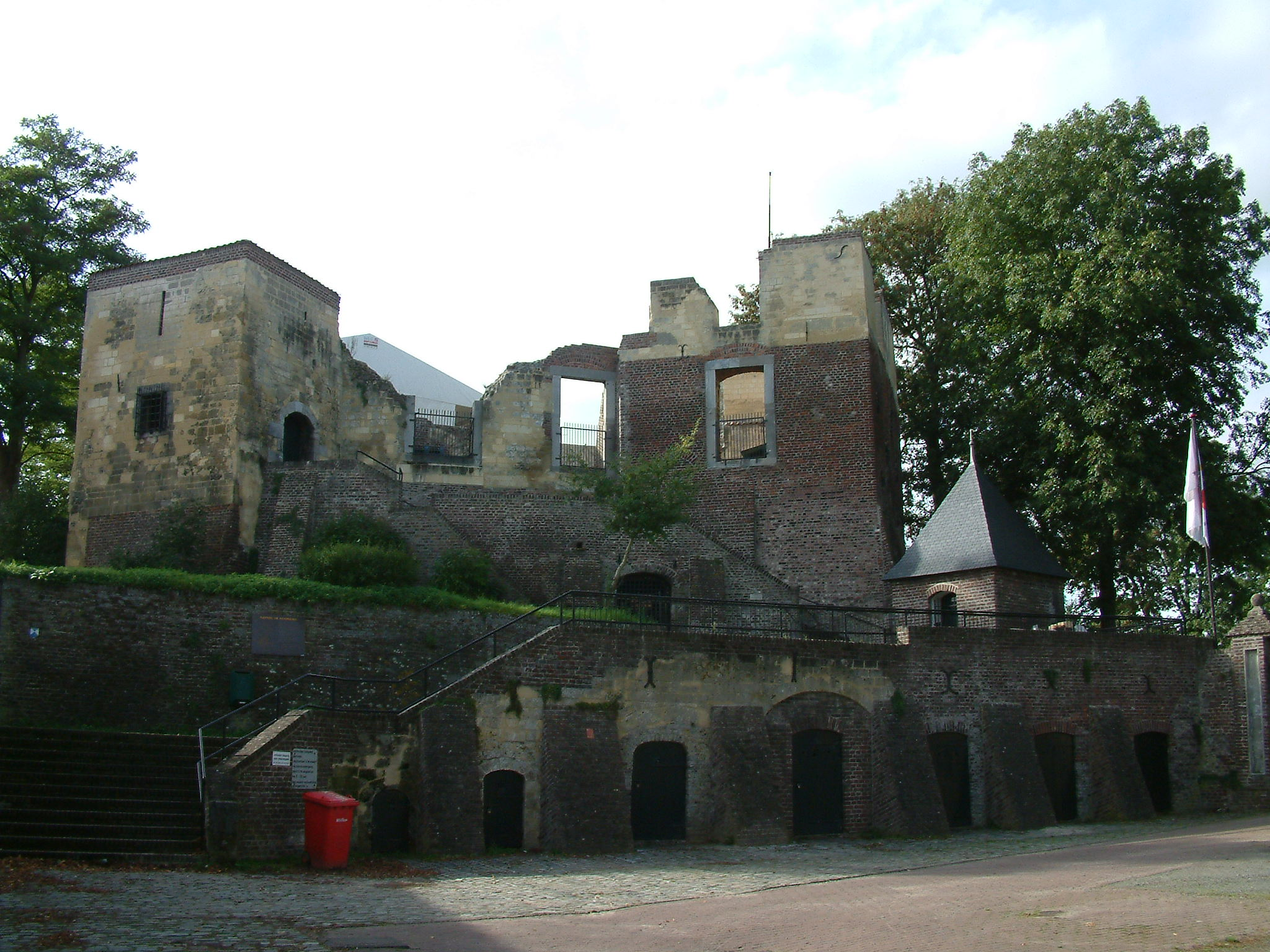
Ruine des Kasteel vor dem Wiederaufbau (2007)
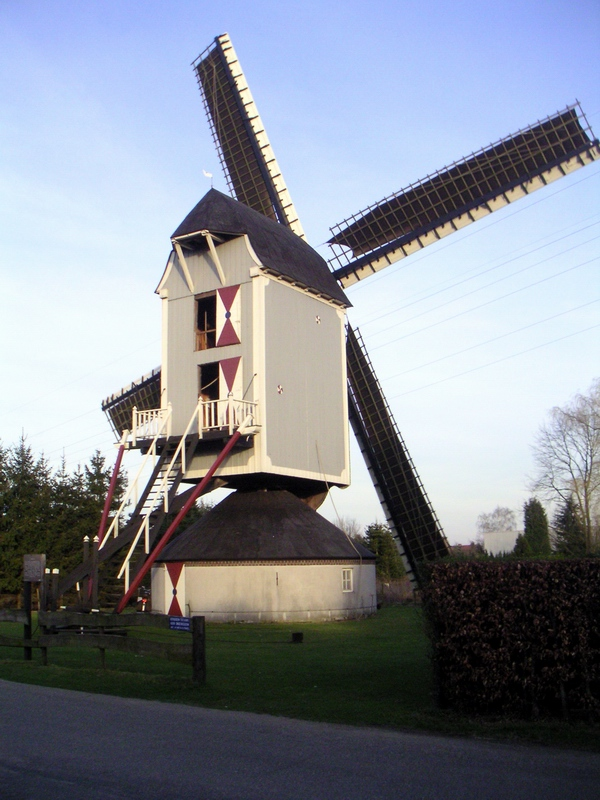
Windmühle
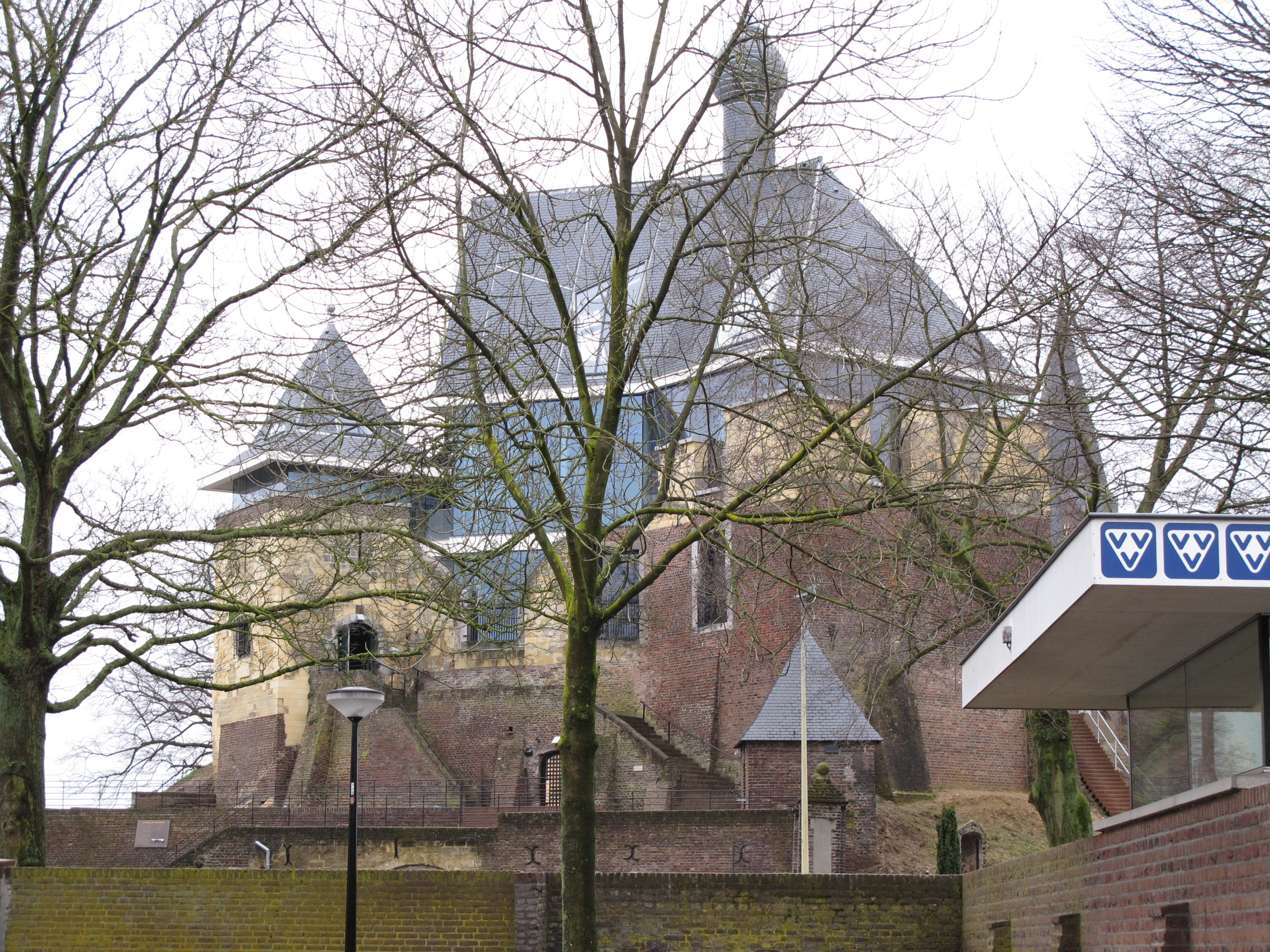
'Kasteel de Keverberg'